# كرنبيات
الكرنبيات (الاسم العلمي: Brassicales) هي رتبة من النباتات تتبع طبقة ورداوايات من طائفة ثنائيات الفلقة.

## فصائل
- البليحائية
- الصليبية
- القبارية
- الأراكية
- الذفرية